# Guerre civile du Yémen du Nord
Ne doit pas être confondu avec guerre civile du Yémen du Sud.
Pour les articles homonymes, voir guerre du Yémen.
Guerre froide arabe
La guerre civile du Yémen du Nord (1962 ثورة 26 سبتمبر) oppose entre le 26 septembre 1962 et le  1er décembre 1970 les forces royalistes du Royaume mutawakkilite du Yémen et les forces républicaines de la République arabe du Yémen. Ce conflit est souvent présenté comme une guerre par procuration entre l'Égypte et l'Arabie saoudite. Les historiens militaires égyptiens font parfois référence au conflit comme la « guerre du Viêt Nam de l'Égypte », du fait de la guérilla démoralisante livrée par les forces royalistes.

## Historique du conflit

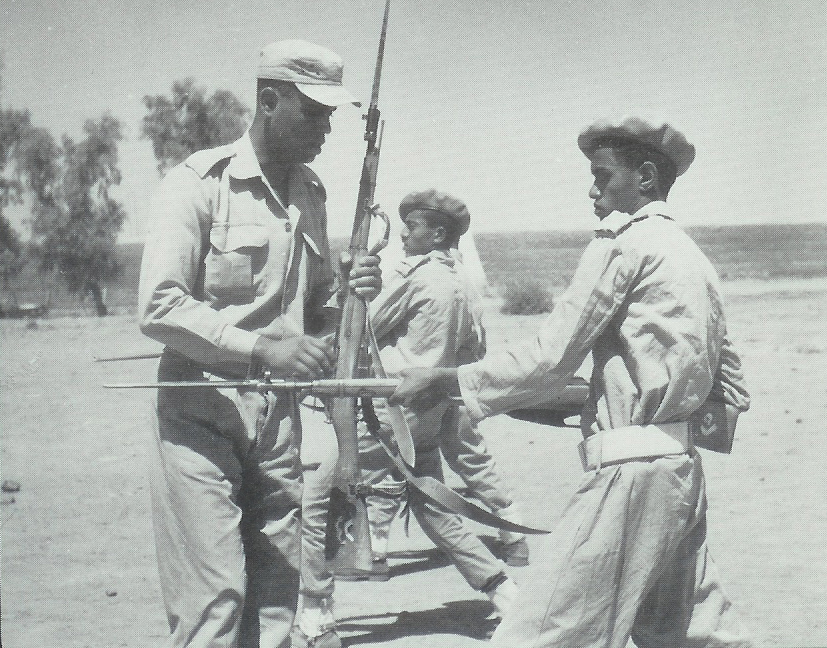
Un conseiller militaire égyptien montrant à un soldat républicain comment utiliser une baïonnette sur un Mosin-Nagant.

Le conflit débute à la suite du coup d'État d'Abdullah al-Sallal contre le roi Mohammed al-Badr en 1962. Le roi s'exile en Arabie saoudite où il obtiendra le soutien des Saoudiens et des Occidentaux.
Les zaydites sont partagés, tandis que les chaféites, marginalisés, soutiennent la révolte.
L'Arabie saoudite et le Royaume-Uni soutiennent alors militairement les royalistes tandis que les républicains sont soutenus par l'Égypte de Gamal Abdel Nasser et par l'URSS qui leur aurait livré des avions pendant le conflit. Des mercenaires israéliens, français et britanniques prennent part à la guerre aux côtés des royalistes. L'armée égyptienne envoie jusqu’à 60 000 soldats et des armes chimiques (dont du gaz moutarde) afin de lutter contre les royalistes. Elle mobilise également une centaine de chasseurs et de bombardiers dont des Iliouchine Il-28, des Yakovlev Yak-11, des Mikoyan-Gourevitch MiG-15 et 17. 
En 1963-64, l'armée de l'air égyptienne avait 5 escadrons au Yémen, opérant à partir des aérodromes de Sanaa et d'al-Hodeïda.
Malgré cela, le conflit se transforme rapidement en une guerre d'usure. À cause de son importante implication dans la guerre, l'Égypte a été affaiblie pendant la guerre des Six Jours contre Israël en juin 1967, date à partir de laquelle Nasser engage le retrait progressif de ses troupes du Yémen.
L'engagement égyptien coûtait chaque jour de 500 000 à 1 million de dollars USD au gouvernement de Nasser.
En 1965, les royalistes annoncent amnistier tout combattant républicain jusqu'à ce que le retrait égyptien soit effectif. Le roi al-Badr promet également de former un gouvernement démocratique reposant sur une assemblée nationale élue par le peuple. Les royalistes comptent alors dans leurs rangs de 40 à 60 000 combattants. Les pertes égyptiennes jusque-là s'élèvent à 15 194 soldats tués. L'Égypte demande par conséquent un soutien direct de la part des Soviétiques. Les commandants militaires égyptiens se plaignent de n'avoir aucune carte topographique du terrain, mettant en péril les opérations militaires dans le pays.
À la faveur du retrait égyptien, les royalistes reprennent l'offensive et tentent vainement de s'emparer de Sanaa qu'ils assiègent de novembre 1967 à février 1968. Les militaires de gauche sont alors purgés et les militaires royalistes intégrés à l'armée républicaine.
Les combats se poursuivent de manière sporadique jusqu'en 1970, date à laquelle l'Arabie saoudite et les puissances occidentales reconnaissent le gouvernement républicain.

## Chronologie

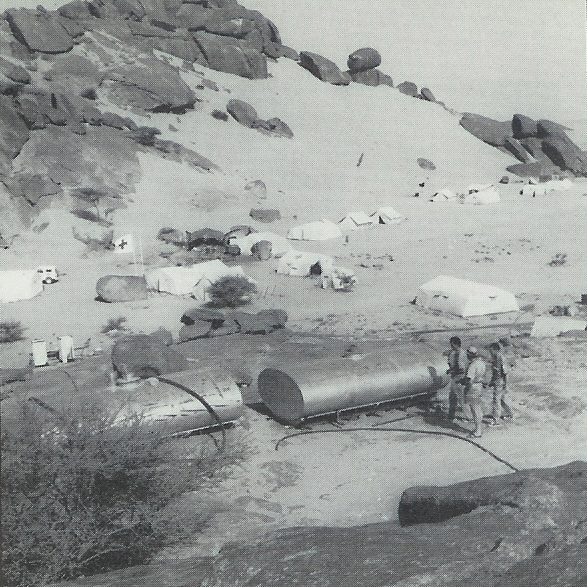
Hôpital de campagne du Comité international de la Croix-Rouge au Yémen du Nord entre 1962 et 1967.

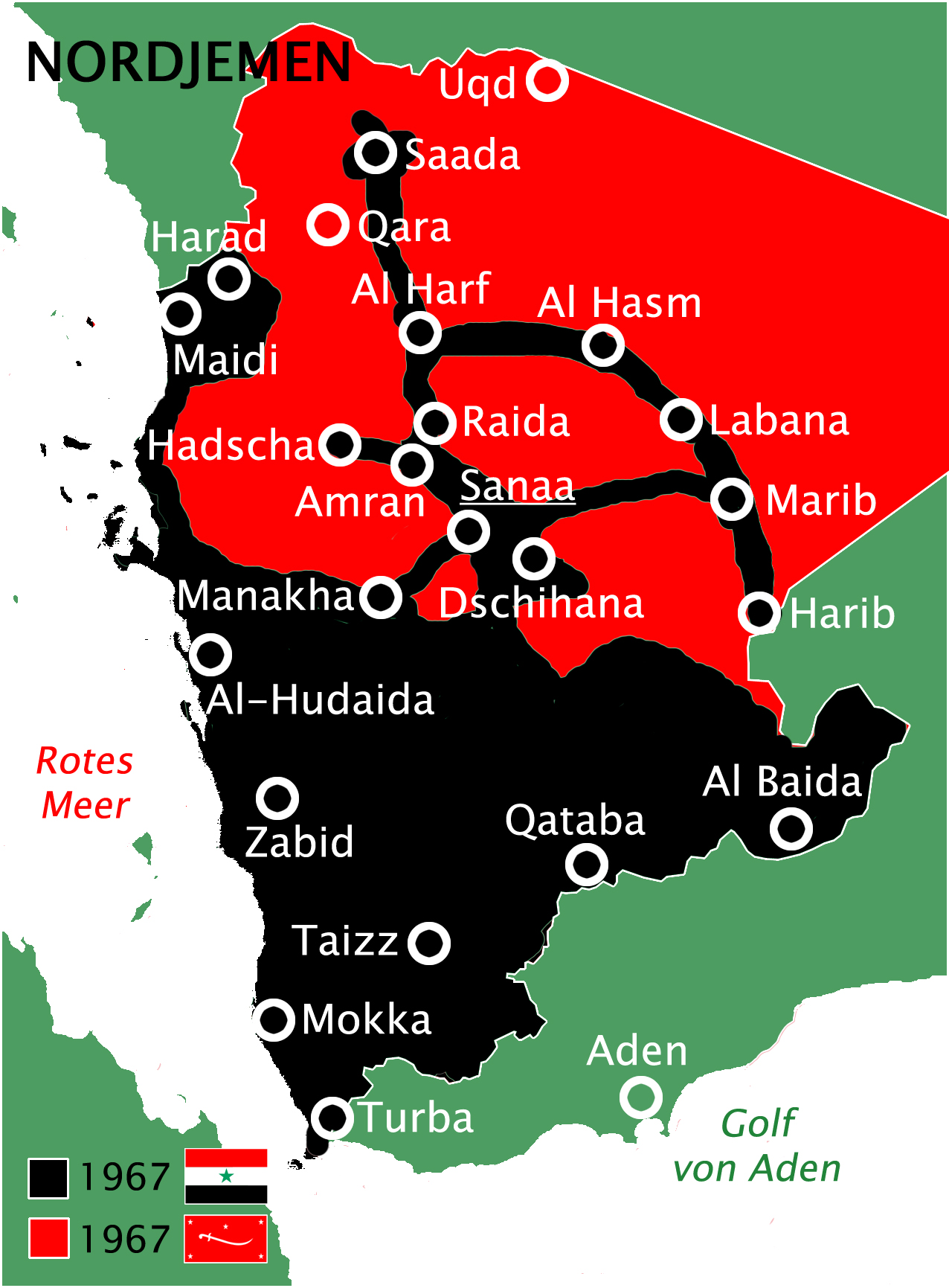
Situation en 1967. Noir : territoires contrôlés par les républicains ; rouge : territoires contrôlés par les royalistes.

- mars 1963 - février 1964 : offensives égyptiennes ;
- 8 juin 1963 : première attaque à l'arme chimique égyptienne contre le village de Kawma, faisant 7 tués et 27 blessés.
- septembre 1964 : sommet d'Alexandrie, rencontre entre Fayçal et Nasser afin d'essayer de trouver une solution pacifique au conflit ;
- décembre 1964 - février 1965 : offensives royalistes ;
- mars 1965 - 1967 : guerre d'usure ;
- 1967 : résolution de Khartoum aboutissant au retrait des troupes égyptiennes ; début du siège de Sanaa (jusqu'en 1968).
- 1970 : le conflit s'achève avec la reconnaissance du gouvernement républicain par l'Arabie saoudite.

## Débordements et implications étrangères
Au début des années 1960, l’Empire britannique s’étend encore sur la partie sud du Yémen. Aden constitue la principale base de l’empire à l’est de Suez, jusqu’à l’indépendance en 1967. Pour les dirigeants britanniques, la nationalisation du canal de Suez en 1956 par l’Égypte et la guerre qui s'est ensuivie (à laquelle prirent part aussi la France et Israël) est encore dans les esprits. Ils essayent donc de stopper la contagion révolutionnaire au Yémen du Sud où Nasser finance la lutte de libération nationale, et ils apportent leur soutien au camp royaliste au nord. Cependant, le Yémen du Sud acquiert son indépendance en 1967 et soutient dès lors les républicains au nord.
Des villages frontaliers, notamment Najran et Jizan, ainsi que des aérodromes saoudiens ont été attaqués entre 1962 et 1967 par les forces aériennes et navales égyptiennes afin d'empêcher les Saoudiens de livrer de la logistique et des munitions aux territoires sous contrôle royaliste au Yémen. Ces raids ont ainsi contraint l'Arabie saoudite à acheter des missiles sol-air English Electric Thunderbird au Royaume-Uni et à transférer ses aérodromes à Khamis Mushait.
Les royalistes affirment à plusieurs reprises avoir abattu des Mikoyan-Gourevitch MiG-17 soviétiques, déclaration vérifiée par le Département d'État des États-Unis[réf. nécessaire].
Entre 1962 et 1965, des mercenaires britanniques viennent appuyer les royalistes. Selon le quotidien égyptien Al-Ahram diffusé à la radio du Caire le 1er mai 1964, plus de 300 officiers britanniques, français (dont Bob Denard) et autres seraient présents au Yémen afin de former les combattants royalistes. Ces affirmations sont catégoriquement niées par le gouvernement britannique. Dans ses Mémoires, Ariel Sharon confirme le soutien de l’État d'Israël  au camp royaliste. Israël et la Côte française des Somalis (aujourd'hui Djibouti) donnent l'autorisation aux Boeing C-97 Stratofreighter[réf. nécessaire] britanniques transportant des troupes aéroportées (nom de code Operation Gravy, plus tard renommée en Opération Porcupine) d'utiliser leurs bases aériennes pour le décollage et le ravitaillement.

## Bilan humain
1 000 soldats saoudiens furent tués contre 26 000 soldats égyptiens pendant le conflit. Selon des estimations, les pertes totales s'élèveraient jusqu'à 200 000 tués, soit 5% de la population yéménite[réf. nécessaire].